# ميلاني جولي
ميلاني جولي (بالفرنسية: Mélanie Joly)‏ هي سياسية ومحامية كندية من الحزب الليبرالي الكندي ولدت في يوم 16 يناير 1979 في مونتريال لعائلة فرنسية الأصل. درست القانون في جامعة مونتريال وثم حصلت على شهادة الاستاذية من جامعة أكسفورد في مقارنة القانون العام. بعد فوز جاستن ترودو في الإنتخابات الكندية عينها كوزيرة للثقافة من سنة 2015 إلى سنة 2018 وثم كوزيرة للسياحة من 2018 إلى 2019 وثم كوزيرة للتطوير الاقتصادي من 2019.